# Piotr Siadul
Piotr Siadul (ur. 23 marca 1984 w Łodzi) – polski basista, pianista, muzyk sesyjny, producent muzyczny oraz kompozytor, basista w zespołach Superpuder, Video, Volver, lider zespołu Public Relations, aktor.

## Kariera muzyczna
Współpracował z Big Bandem Łódzkiej Akademii Muzycznej, pod dyrekcją Jacka Delonga, saksofonisty i wykładowcy ŁAM. W tym samym czasie z Big Bandem grali również Michał Urbaniak, Urszula Dudziak, Olga Bończyk, Edyta Golec i Bogusław Mec. W 2007 roku zespół zajął I miejsce w Pierwszym Ogólnopolskim Konkursie Big Bandów „Bydgoszcz Big Band Festiwal”.
Rozwijająca się kariera muzyka sesyjnego oraz występy w legendarnym łódzkim klubie Jazzga zaowocowały w 2004 roku współpracą Piotra z pop-rockowym zespołem Super Puder.
W 2007, jako basista, dołączył do zespołu Video, z którym nagrał album Video gra, zawierający m.in. utwór „Bella”, zgłoszony do 53. Konkursu Piosenki Eurowizji 2008, oraz singiel “Soft” z udziałem Anny Wyszkoni.
W 2009 dołączył do popowego zespołu Volver założonego przez Tomasza Luberta.
W tym samym roku założył agencję PR Music oraz zespół Public Relations, z którym rezydował w legendarnym łódzkim klubie Lizard King.
W 2013 wystąpił w nagrodzonym Oskarem za najlepszy film nieangielskojęzyczny filmie Ida w reżyserii Pawła Pawlikowskiego. Piotr wcielił się w filmie w rolę basisty, grającego koncert z zespołem w hotelu Świt. Razem z Joanną Kulig brał udział w cyklu koncertów promujących film.
W październiku 2020 uczestniczył w nagraniu Hymnu Stomików dla fundacji STOMAlife (aranżacja, bas, piano, drumsmix, produkcja). Hymn powstał na bazie utworu zespołu Happy Sad, „Ale zanim pójdę”, do słów Mireli Bornikowskiej.

## Dyskografia

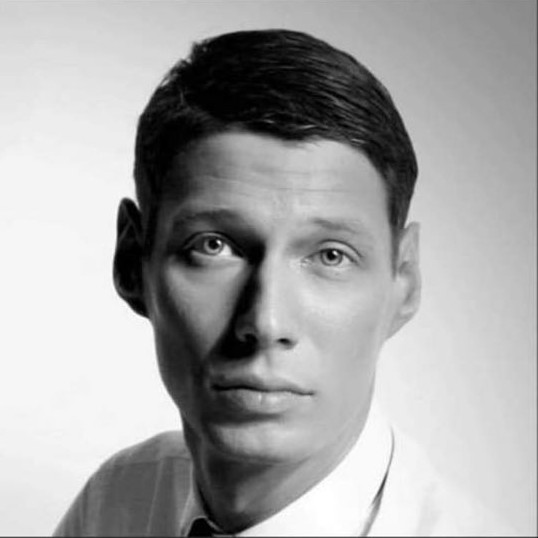
Piotr Siadul – sesja zdjęciowa zespołu Public Relations.

- Super Puder, Mowa-Trawa, 22 stycznia 2007
- Video, Video Gra (single: „Bella”, „Soft” z Anną Wyszkoni, „Będzie piekło”), 24 marca 2008
- Volver, 10 historii o miłości, październik 2009
- Ida, współwykonawca muzyki do filmu Pawła Pawlikowskiego, 2013

## Współprace
2008–2009: endorsement wzmacniaczy Taurus, z których korzystał podczas nagrywania z zespołem Volver płyty 10 historii o miłości.
2009: współpraca z producentem gitar Mayones przy promocji modelu Comodous Classic 5.
2009: współpraca z Angeliką Kłaczyńską, finalistką Voice of Poland, wokalistką zespołu Public Relations.
2009: muzyk w Teatrze Pinokio, zagrał ponad 200 wystawień spektaklu Pinokio.
2012: wykonawca, wraz z zespołem Public Relations, muzyki do "Piosenek do grania na nosie", koncertu rockowego dla dzieci, wykonywanego w łódzkim teatrze Pinokio, a także w Katowicach, Poznaniu i Warszawie.
2020: autor muzyki do cyklu „Rozmowy Nieuczesane”, tworzonego przez Akademicki Ośrodek Inicjatyw Artystycznych w Łodzi.

## Filmografia
2013: Ida, reż. Paweł Pawlikowski, jako basista w zespole muzycznym.